# 님 올랭피크
님 올랭피크(Nîmes Olympique)는 님을 연고로 하는 프랑스의 축구 클럽으로, 현재 샹피오나 나시오날에서 활동하고 있다.

## 경력
- 리그 2: 우승 1회 (1950)
- 샹피오나 나시오날: 우승 1회 (1997)
- 쿠프 드 프랑스: 준우승 3회 (1958, 1961, 1996)
- 코파 델레 알피: 준우승 1회 (1971)
- 쿠프 샤를 드라고: 우승 1회 (1956)
- 쿠프 강바르델라: 우승 4회 (1961, 1966, 1969, 1977)

## 선수 명단

### 현역
참고: FIFA 자격 규정에 따라 소속된 국가대표팀 국기를 표시합니다. 선수는 복수의 FIFA 비회원국 국적을 가지고 있을 수 있습니다.
| 번호 | 포지션 | 국적       | 이름            |
| ---- | ------ | ---------- | --------------- |
| 5    | DF     | 세네갈     | 왈리 디우프     |
| 7    | FW     | 기니       | 이스마엘 카마라 |
| 14   | MF     | 마르티니크 | 조나단 맥시크   |

| 번호 | 포지션 | 국적 | 이름          |
| ---- | ------ | ---- | ------------- |
| 50   | GK     |      | 빈센조 코젤라 |

## 역대 감독
| 감독              | 임기        |
| ----------------- | ----------- |
| 마르셀 도밍고     | 1984 ~ 1986 |
| 요시프 스코블라르 | 1994        |
| 도미니크 바테네   | 2000 ~ 2001 |